# Eriphia verrucosa
Eriphia verrucosa is een krabbensoort, die behoort tot het geslacht Eriphia. De soort komt voor in de Zwarte Zee, Middellandse Zee en het oosten van de Atlantische Oceaan, van Bretagne tot Mauritanië.
Eriphia verrucosa leeft vooral tussen zeewier en stenen in ondiepe kustwateren. De soort voedt zich met tweekleppigen, slakken en heremietkreeften. De krab kan een lengte bereiken van 7 centimeter, en een breedte van 9 centimeter.
De soort wordt bedreigd door met name eutrofiëring en vervuiling. In Oekraïne staat de soort op de lijst van bedreigde diersoorten.